# Caridina belazoniensis
Caridina belazoniensis е вид десетоного от семейство Atyidae.

## Разпространение и местообитание
Видът е разпространен в Кения и Южна Африка (Квазулу-Натал).
Обитава сладководни басейни, реки и канали.